# Iowa
Iowa (wymowa:/ˈaɪ.əwə/ⓘ) – stan w centralnej części Stanów Zjednoczonych. Jego granice wyznaczają rzeki Missisipi (na wschodzie), oraz Missouri i Big Sioux (na zachodzie).
Całe terytorium stanu zajmują rozległe równiny. Położony w centrum tzw. pasa kukurydzianego, jest największym w kraju producentem wieprzowiny i kukurydzy.
Liczy 3,2 mln mieszkańców, z czego ponad 700 tys. zamieszkuje obszar metropolitalny stolicy Des Moines.
Stał się 29. stanem w 1846 roku. Jego nazwa wywodzi się od rdzennych Amerykanów Ioway, którzy niegdyś zamieszkiwali ten region.

## Symbole stanu
- Dewiza: Our Liberties We Prize and Our Rights We Will Maintain („Cenimy swobody nasze i praw swoich strzec będziemy”)
- Przydomek: The Hawkeye State („Stan sokolego oka”)
- Symbole: szczygieł, dzika róża, skała geoda i dąb

## Historia
Pierwsi Europejczycy dotarli do terytorium przyszłego stanu Iowa w 1673. Byli to francuscy odkrywcy Louis Jolliet i Jacques Marquette.  Do 1763 terytorium formalnie należało do Francji, będąc częścią Luizjany.  Następnie do 1800 należało do Hiszpanii, potem do 1803 powróciło do Francji, by w końcu przejść w ręce Stanów Zjednoczonych w wyniku zakupu Luizjany. Pierwsi amerykańscy osadnicy oficjalnie przybyli na terytorium stanu w 1833. Stan został przyjęty do Unii 28 grudnia 1846. W latach czterdziestych XIX wieku zaczęli napływać niemieccy imigranci, którzy z czasem stali się największą grupą migrantów w stanie.
- 1857 – Des Moines zostaje stolicą stanu (wcześniej nią było Iowa City)[7].
- 1867 – Ukończono budowę pierwszej linii kolejowej[7].

## Geografia
Graniczy z Minnesotą na północy, Wisconsin i Illinois na wschodzie, na południu z Missouri, oraz z Nebraską i Dakotą Południową na zachodzie. Jako stan Środkowego Zachodu, tworzy pomost między lasami na wschodzie i łąkami wysokich równin preriowych na zachodzie. Jej łagodnie pofałdowany krajobraz wznosi się powoli, gdy rozciąga się na zachód od rzeki Missisipi, która stanowi jego całą wschodnią granicę.
- Klimat: wilgotny kontynentalny z gorącymi latami i mroźnymi zimami
- Główne rzeki: Missisipi, Missouri
- Największe jezioro: Red Rock (283,3 km²)
- Liczba hrabstw: 99 (lista)
- Największy park stanowy: Lake Macbride State Park

### Miasta
Na terenie stanu Iowa znajdują się 942 miasta (city), w tym 3 o liczbie ludności przekraczającej 100 000, 42 powyżej 10 000 mieszkańców, a 274 powyżej 1000 mieszkańców (2021 r.).
Lista miast zamieszkanych przez 5000 lub więcej osób (2021 r.):

- Des Moines (212 031)
- Cedar Rapids (136 467)
- Davenport (101 009)
- Sioux City (85 617)
- Iowa City (74 596)
- Ankeny (70 287)
- West Des Moines (69 792)
- Waterloo (66 941)
- Ames (66 424)
- Council Bluffs (62 415)
- Dubuque (59 119)
- Urbandale (45 923)
- Marion (41 703)
- Cedar Falls (40 388)
- Bettendorf (39 327)
- Marshalltown (27 388)
- Mason City (27 138)
- Waukee (26 495)
- Ottumwa (25 350)
- Fort Dodge (24 912)
- Clinton (24 434)
- Johnston (24 195)
- Burlington (23 713)
- Muscatine (23 474)
- Coralville (22 949)
- North Liberty (20 875)
- Altoona (20 705)
- Clive (18 814)
- Grimes (15 949)
- Indianola (15 747)
- Newton (15 667)
- Norwalk (13 609)
- Boone (12 469)
- Oskaloosa (11 536)
- Spencer (11 356)
- Storm Lake (11 256)
- Pleasant Hill (10 860)
- Le Mars (10 572)
- Pella (10 554)
- Waverly (10 398)
- Carroll (10 224)
- Fort Madison (10 174)
- Keokuk (9792)
- Fairfield (9641)
- Grinnell (9513)
- Mount Pleasant (8982)
- Sioux Center (8273)
- Denison (8178)
- Bondurant (8035)
- Perry (7929)
- Webster City (7751)
- Decorah (7747)
- Clear Lake (7574)
- Creston (7487)
- Knoxville (7472)
- Charles City (7281)
- Washington (7255)
- Hiawatha (7147)
- Nevada (7057)
- Atlantic (6758)
- Eldridge (6745)
- Adel (6276)
- Orange City (6228)
- Independence (6166)
- Maquoketa (6068)
- Asbury (5984)
- Estherville (5861)
- Oelwein (5844)
- Polk City (5751)
- Red Oak (5582)
- Osceola (5536)
- DeWitt (5520)
- Clarinda (5493)
- Sheldon (5428)
- Spirit Lake (5420)
- Winterset (5385)
- Anamosa (5350)
- Algona (5336)
- Centerville (5325)
- Tiffin (5282)
- Glenwood (5170)
- Windsor Heights (5170)
- Cherokee (5099)
- Manchester (5094)
- Iowa Falls (5063)
- Sergeant Bluff (5000)

## Demografia

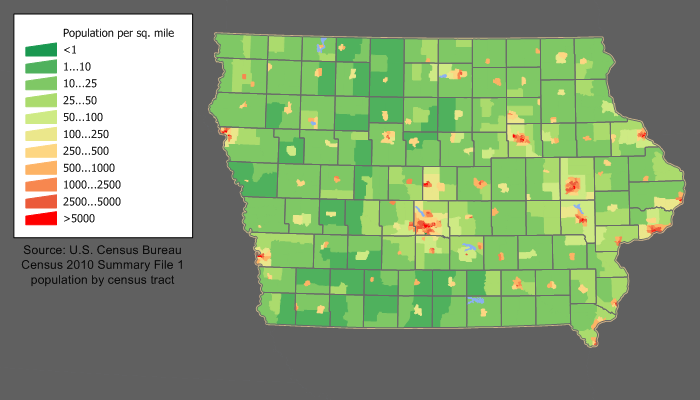
Gęstość zaludnienia w Iowa

Spis ludności z roku 2020 stwierdza, że stan Iowa liczy 3 190 369 mieszkańców, co oznacza wzrost o 144 014 (4,7%) w porównaniu z poprzednim spisem z roku 2010. Dzieci poniżej piątego roku życia stanowią 5,9% populacji, 23,1% mieszkańców nie ukończyło jeszcze osiemnastego roku życia, a 17,7% to osoby mające 65 i więcej lat. 49,8% ludności stanu stanowią kobiety.

### Język
Najpowszechniej używanymi językami są:
- język angielski – 93,19%,
- język hiszpański – 3,76%,
- język niemiecki – 0,48%.

### Rasy i pochodzenie
Według danych z 2021 roku, 84,5% mieszkańców stanowiła ludność biała (83% nie licząc Latynosów), 6,8% było rasy mieszanej, 3,6% to Afroamerykanie lub czarnoskórzy Amerykanie, 2,4% to Azjaci, 0,5% to rdzenna ludność Ameryki, 0,15% to Hawajczycy i mieszkańcy innych wysp Pacyfiku. Latynosi stanowią 6,6% ludności stanu.
Największe grupy stanowią osoby pochodzenia niemieckiego (31,3%), irlandzkiego (12,7%) i angielskiego (10,4%). Istnieją także duże grupy osób pochodzenia: meksykańskiego (153,9 tys.), „amerykańskiego” (139,4 tys.), norweskiego (132,2 tys.), holenderskiego (106,7 tys.), szwedzkiego (67,3 tys.), szkockiego lub szkocko–irlandzkiego (64,2 tys.), włoskiego (57,8 tys.), afrykańskiego lub arabskiego (55,6 tys.), francuskiego (55,2 tys.), czeskiego (49,1 tys.), europejskiego (48,6 tys.), duńskiego (43,9 tys.) i polskiego (37 tys.).

## Religia
Dane z 2014 r.:
- protestanci – 59%:

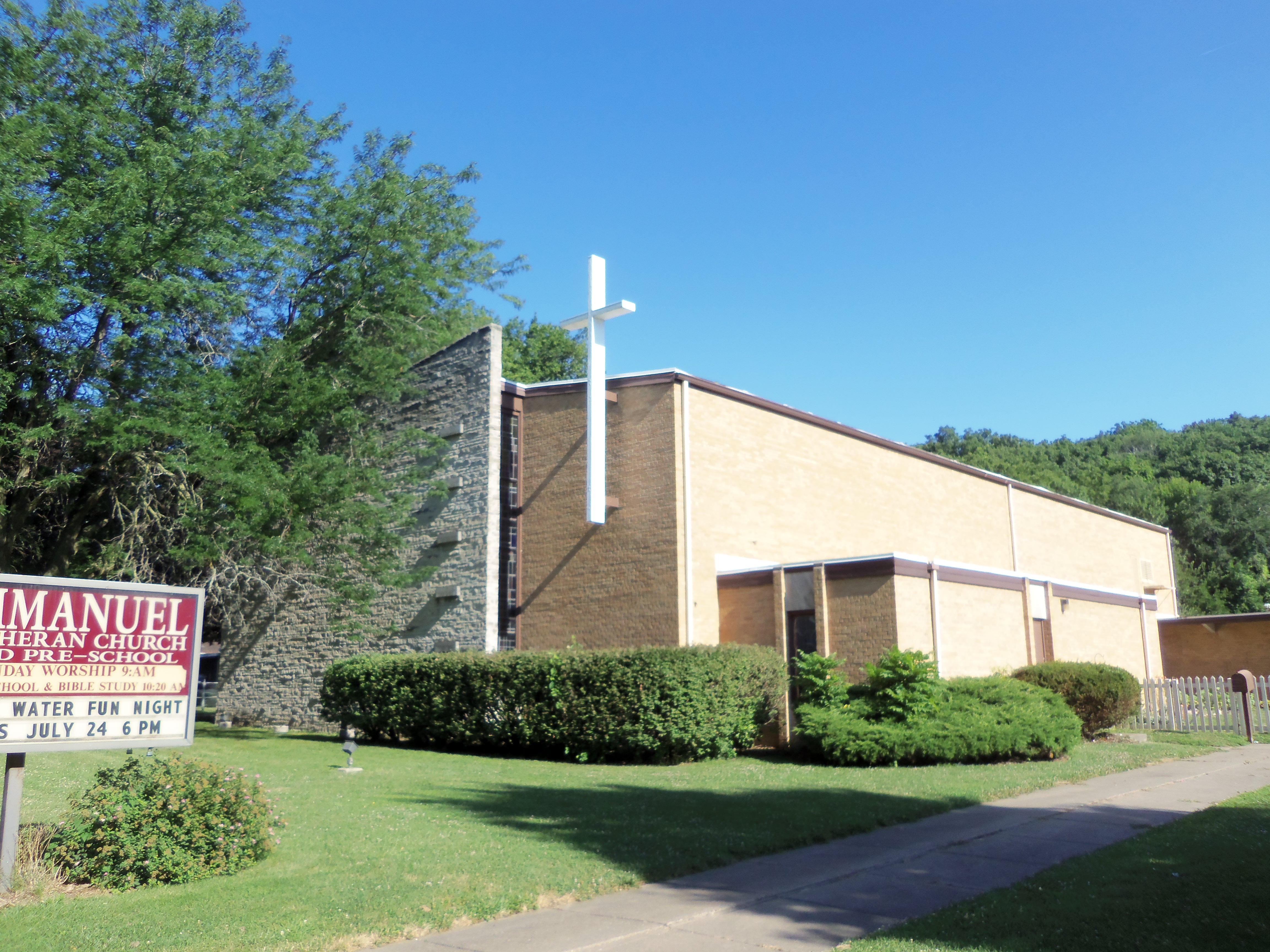
Kościół luterański synodu missouri w Davenport

  - głównego nurtu – 30% (gł. metodyści, luteranie i kalwini[14]),
  - ewangelikalni – 28% (gł. luteranie, bezdenominacyjni, baptyści i zielonoświątkowcy[15]),
  - historycznie czarni – 2%,
- brak religii – 21% (w tym: 2% agnostycy i 4% ateiści),
- katolicy – 18%,
- inne religie – 2% (w tym: mormoni, świadkowie Jehowy, muzułmanie, żydzi, scjentyści, unitarianie uniwersaliści, prawosławni, hinduiści, buddyści i bahaiści[16]).

Największe wyznania religijne w stanie obejmują katolicyzm (18%) i luteranizm (14%). We wschodniej części stanu znajdują się dwa skupiska amiszów obejmujące około 8 tys. wyznawców. 

## Gospodarka
Iowa jest stanem rolniczym gdzie 85% gruntów wykorzystywanych jest w celach rolniczych. Głównym źródłem dochodu z hodowli w stanie są świnie, zaraz za nimi plasuje się bydło mięsne – a Iowa hoduje więcej świń niż jakikolwiek inny stan. To także lider w produkcji mleka, kurczaków i jaj. Iowa prowadzi również w kraju pod względem uprawy kukurydzy i jest liderem w produkcji soi.
Przetwórstwo żywności jest największym przemysłem produkcyjnym w The Hawkeye State. Iowa ma jeden z największych młynów zbożowych w kraju i największy zakład przetwórstwa popcornu. Na drugim miejscu plasuje się produkcja maszyn – zwłaszcza maszyn rolniczych i budowlanych, a także sprzętu AGD.

### Energia
Iowa jest największym producentem etanolu i biodiesla jako paliwo w kraju i ma około jednej czwartej całkowitej zdolności produkcyjnej etanolu w USA. 
Większość energii elektrycznej w stanie pochodzi ze źródeł odnawialnych, prawie w całości z wiatru. Stan jest drugim po Teksasie największym producentem energii wiatrowej w kraju. Posiada znaczne zasoby węgla, a jego wydobycie zakończono w latach 90. XX wieku.

## Uczelnie

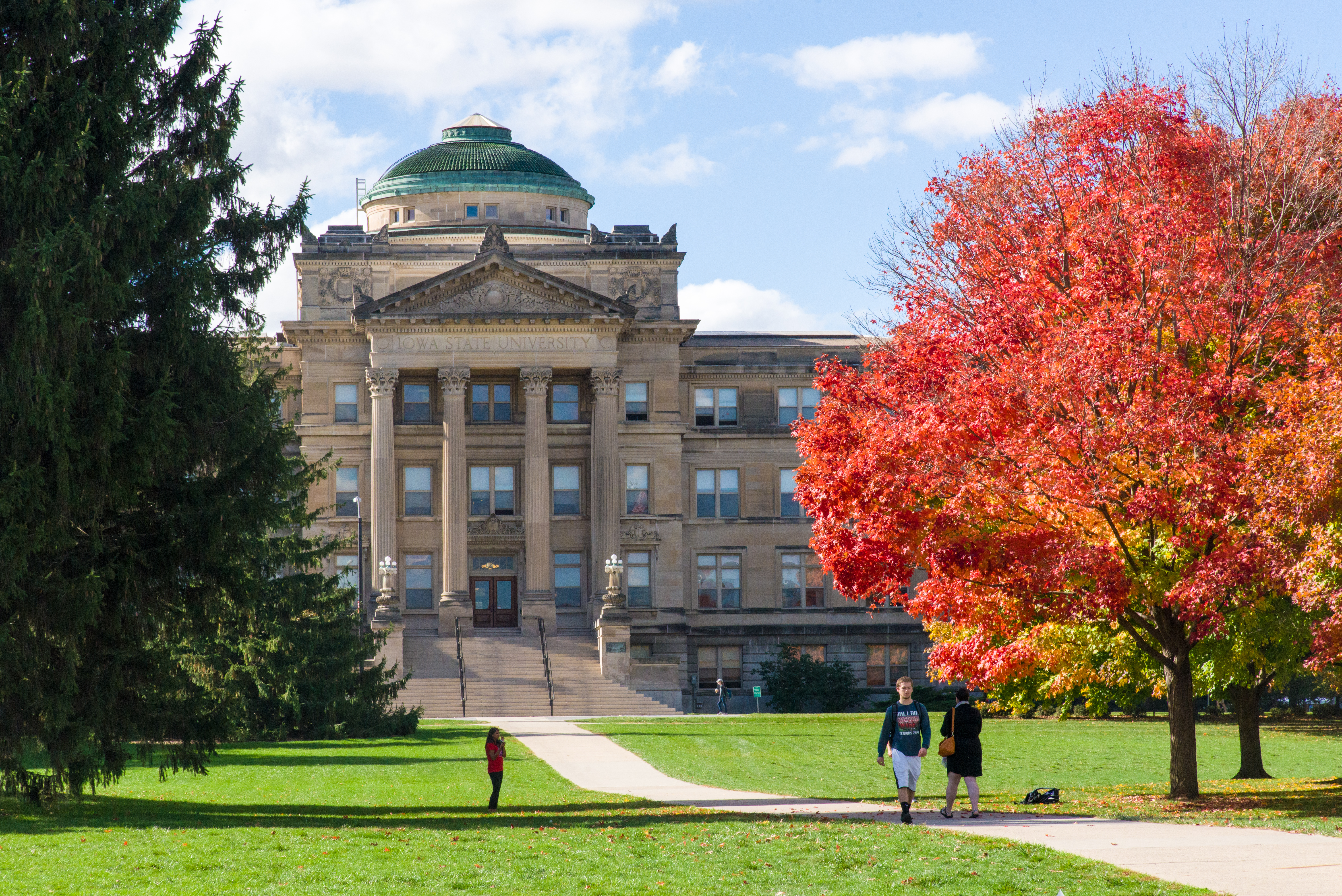
Kampus Iowa State University

- Iowa State University
- University of Iowa
- Drake University
- St. Ambrose University
- Clarke University
- Grinnell College
- University of Northern Iowa

## Kultura
- Slipknot – grupa muzyczna

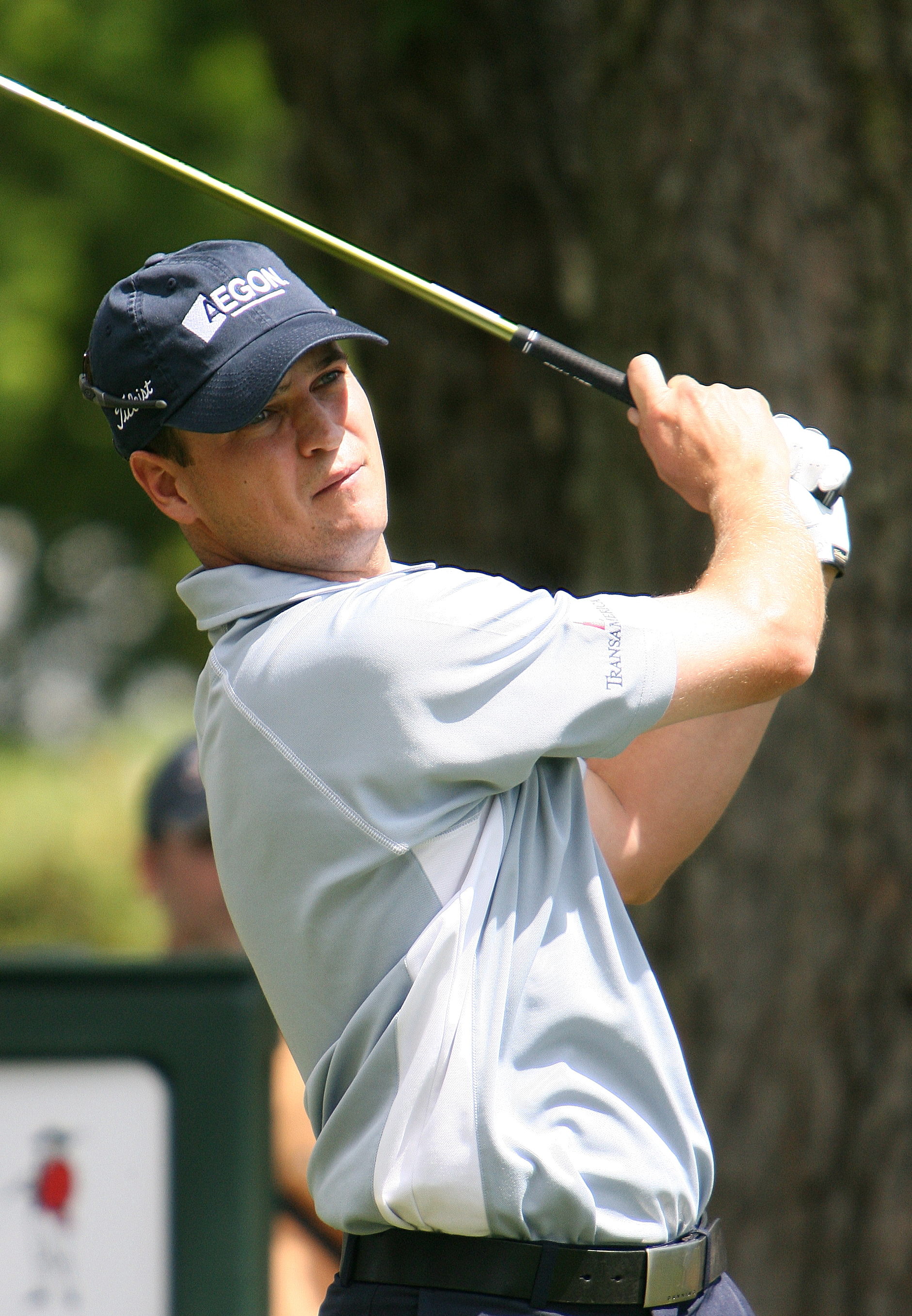
Zach Johnson na turnieju w 2007 roku

- Bill Bryson – amerykański pisarz, autor książek podróżniczych i popularnonaukowych
- Jeremy Soule – amerykański kompozytor muzyki do gier komputerowych
- Ashton Kutcher – amerykański aktor, producent, scenarzysta filmowy i telewizyjny
- Elijah Wood – amerykański aktor

## Sport
- Cap Anson (1852–1922) – baseballista uważany za jednego z najlepszych zawodników swojej epoki
- Frank Wykoff (1909–1980) – trzykrotny mistrz olimpijski w sprinterskim biegu sztafetowym
- Shawn Johnson East (ur. 1992) – gimnastyczka, mistrzyni olimpijska
- Mike Burton (ur. 1947) – trzykrotny mistrz olimpijski w pływaniu
- Kurt Warner (ur. 1971) – mistrz rozgrywający w futbolu amerykańskim
- Zach Johnson (ur. 1976) – zawodowy golfista, który ma na swoim koncie 12 zwycięstw PGA Tour
- Seth Rollins (ur. 1986) – wrestler, pięciokrotny mistrz świata